# شهرداری عناصر
شهرداری عناصر (به عربی: بلدية العناصر) یک شهرداری در الجزایر است که در استان برج بوعریریج واقع شده‌است. شهرداری عناصر ۱۱٬۱۷۰ نفر جمعیت دارد.